# دشت (گرمه)
دشت روستایی در دهستان گلستان بخش مرکزی شهرستان گرمه استان خراسان شمالی ایران است.

## جمعیت
بر پایه سرشماری عمومی نفوس و مسکن در سال ۱۳۹۵ جمعیت این مکان ۱٬۳۹۳ نفر (۴۳۳خانوار) بوده‌است.